# Riverside Stadium
O Riverside Stadium é um estádio de futebol localizado em Middlesbrough, na Inglaterra, de propriedade do time homônimo onde joga desde a temporada (1995-96) da Premier League. Atualmente tem capacidade para 34.988 espectadores sentados. É considerado pela UEFA como uma estádio 4 estrelas, o que lhe permite acomodar uma final de Taça UEFA.

## História
Foi construído em 1994 e substituiu o antigo estádio do Middlesbrough, que era chamado de Ayresome Park. O nome do novo estádio foi escolhido em uma votação realizada entre os torcedores do time, entre os seguintes nomes:
- Middlehaven Stadium
- Erimus Stadium
- Riverside Stadium
- Teesside Stadium